# قطعنامه ۳۱۸ شورای امنیت
قطعنامه ۳۱۸ شورای امنیت سازمان ملل متحد که در تاریخ ۲۸ جولای ۱۹۷۲ تصویب شد، سندی بین‌المللی دربارهٔ مسئلهٔ در رابطه با وضعیت در رودزیای جنوبی است. این قطعنامه طی نشست ۱٬۶۵۵ام
با ۱۴ موافق،۰ مخالف و۱ ممتنع تصویب شد.